# Gasterocome polyspathes
Gasterocome polyspathes là một loài bướm đêm trong họ Geometridae.